# Черету
Черету (рум. Ceretu) — село у повіті Вилча в Румунії. Входить до складу комуни Денічей.
Село розташоване на відстані 139 км на захід від Бухареста, 25 км на південь від Римніку-Вилчі, 80 км на північний схід від Крайови, 124 км на південний захід від Брашова.

## Населення
За даними перепису населення 2002 року у селі проживали 490 осіб, усі — румуни. Усі жителі села рідною мовою назвали румунську.